# ワタシハペット
『ワタシハペット』は、仙道ますみによる日本の漫画作品である。
『週刊ヤングジャンプ』増刊・漫革（集英社）平成18年6月10日号から連載が開始され、『月刊ヤングジャンプ』（同社刊）平成20年6月6日号で完結。単行本は全2巻。全11話。単行本では両巻に特別読切が1話ずつ収録されている。作者によると、最初は一応読みきりのつもりだったという。

## 単行本
- 仙道ますみ 『ワタシハペット』 集英社〈ヤングジャンプ・コミックス〉、全2巻
  1. 2007年7月24日発行、2007年7月19日発売 ISBN 978-4-08-877296-7
  2. 2008年7月23日発行、2008年7月18日発売 ISBN 978-4-08-877477-0